# Wild Side of Life
Singles de Status Quo
Mystery Song
(1976) Rockin' All Over the World
(1977)
Wild Side of Life est un single du groupe de rock anglais Status Quo. Il est sorti le 3 décembre 1976 sur le label Vertigo Records.

## Historique
Cette chanson fut composée par les musiciens de musique country Arlie Carter et William Warren et rendue célèbre par le chanteur de country texan Hank Thompson en 1952.
Cette chanson ne figurera sur aucun album studio du groupe et il faudra attendre la compilation 12 Gold Bars sortie en 1980 pour en avoir une trace. Elle fera aussi partie des bonus, ainsi que la face B "All Through the Night", de la réédition 2005 de l'album Blue for You. C'est aussi la première fois depuis que le groupe a signé chez Vertigo, qu'il ne produit pas lui-même ce titre, celui-ci est produit par Roger Glover.
Alan Lancaster ne participa pas à l'enregistrement de ce single, il fut contraint de retourner en Australie pour des raisons familiales. C'est Roger Glover qui assure les parties de basse sur ce titre.
Ce single se classa à la 9e place des charts britanniques où il séjournera pendant 12 semaines.

## Titres
- Face A: Wild Side of Life (Arlie Carter / William Warren) - 3:18
- Face B (production : Status Quo): All Through the Night (Alan Lancaster / Francis Rossi) - 3:14

## Musiciens du groupe
- Francis Rossi : chant, guitare solo
- Rick Parfitt :  guitare rythmique.
- Alan Lancaster : basse (Face-B uniquement).
- John Coghlan : batterie, percussions.

Musicien additionnel
- Roger Glover: basse

## Charts & certifications
Charts single
| Date       | Chart             | durée du classement | Position |
| ---------- | ----------------- | ------------------- | -------- |
| 14/08/1976 | UK Singles Chart  | 9 semaines          | 11e      |
| 20/09/1976 | Single Top 100    | 5 semaines          | 38e      |
| 04/09/1976 | (V) Ultratop      | 4 semaines          | 21e      |
| 15/02/1976 | Top 100           | 16 semaines         | 35e      |
| 21/08/1976 | Mega Top 50       | 4 semaines          | 15e      |
| 08/02/1977 | Sverigetopplistan | 3 semaines          | 13e      |

Certification
| Pays        | Ventes    | Certification | Date       |
| ----------- | --------- | ------------- | ---------- |
| Royaume-Uni | 200 000 + | Argent        | 01/02/1977 |